# کاسیو فرناندز ماگالیاز

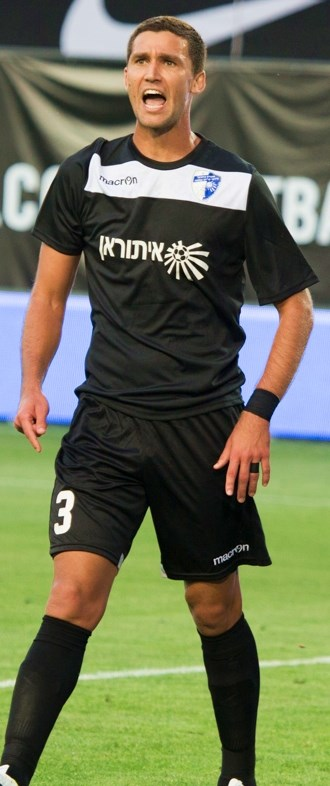

کاسیو فرناندز ماگالیاز (به پرتغالی: Kassio Fernandes Magalhães) هافبک اهل برزیل است که در شهر Minaçu و در تاریخ ۱۱ فوریهٔ ۱۹۸۷ به دنیا آمده‌است.
کاسیو فرناندز ماگالیاز در تیم‌های فوتبال Sport Club Ulbra سابقهٔ حضور دارد.